# Kalýnivka (Demýdivka)
Kalýnivka (ucraniano: Кали́нівка) es un pueblo de Ucrania, constituido administrativamente como una pedanía del asentamiento de tipo urbano de Demýdivka, en el raión de Dubno de la óblast de Rivne.
En 2001, el pueblo tenía una población de 156 habitantes.
Se ubica en la periferia oriental de Rudka.

## Historia
Antes de la formación del actual municipio de Demýdivka en 2016, el pueblo era una pedanía del consejo rural de Rudka en el raión de Demýdivka.